# Pokrój
Pokrój – termin używany w naukach przyrodniczych oznaczający ogół cech morfologicznych opisujących wygląd organizmów żywych, minerałów oraz kryształów. Przykładowymi cechami stanowiącymi pokrój są wielkość, barwa, kształt.